# M70-es autópálya (Magyarország)
Az M70-es autópálya az M7-es autópályának a szlovéniai A5-ös autópálya felé tartó leágazása. A 2019-ben átadott fejlesztés eredményeként leállósávos autópályává építették át.

## Története

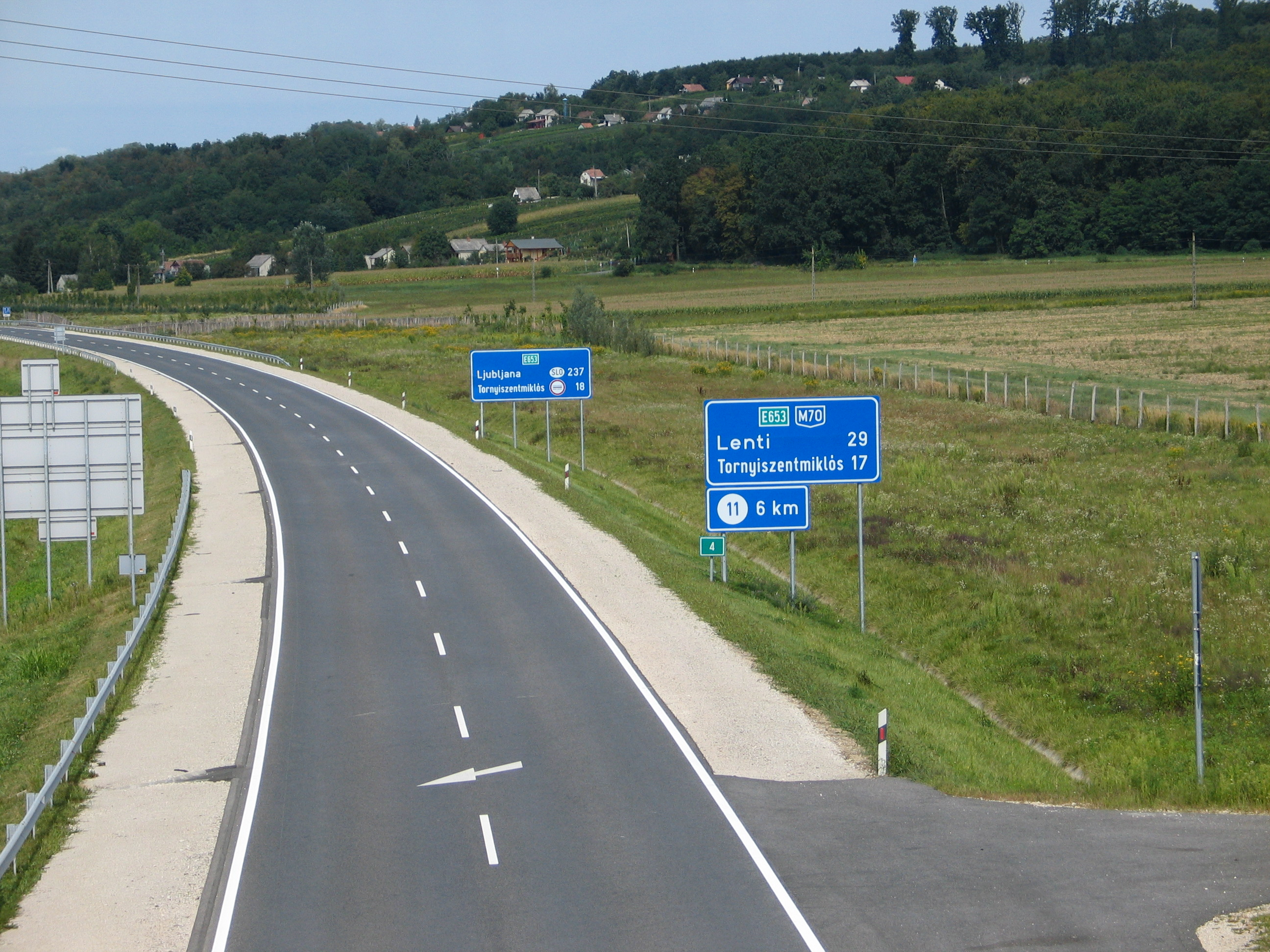
Az M70-es autóút 2008-ban Murarátka közelében, háttérben a Zalai-dombság

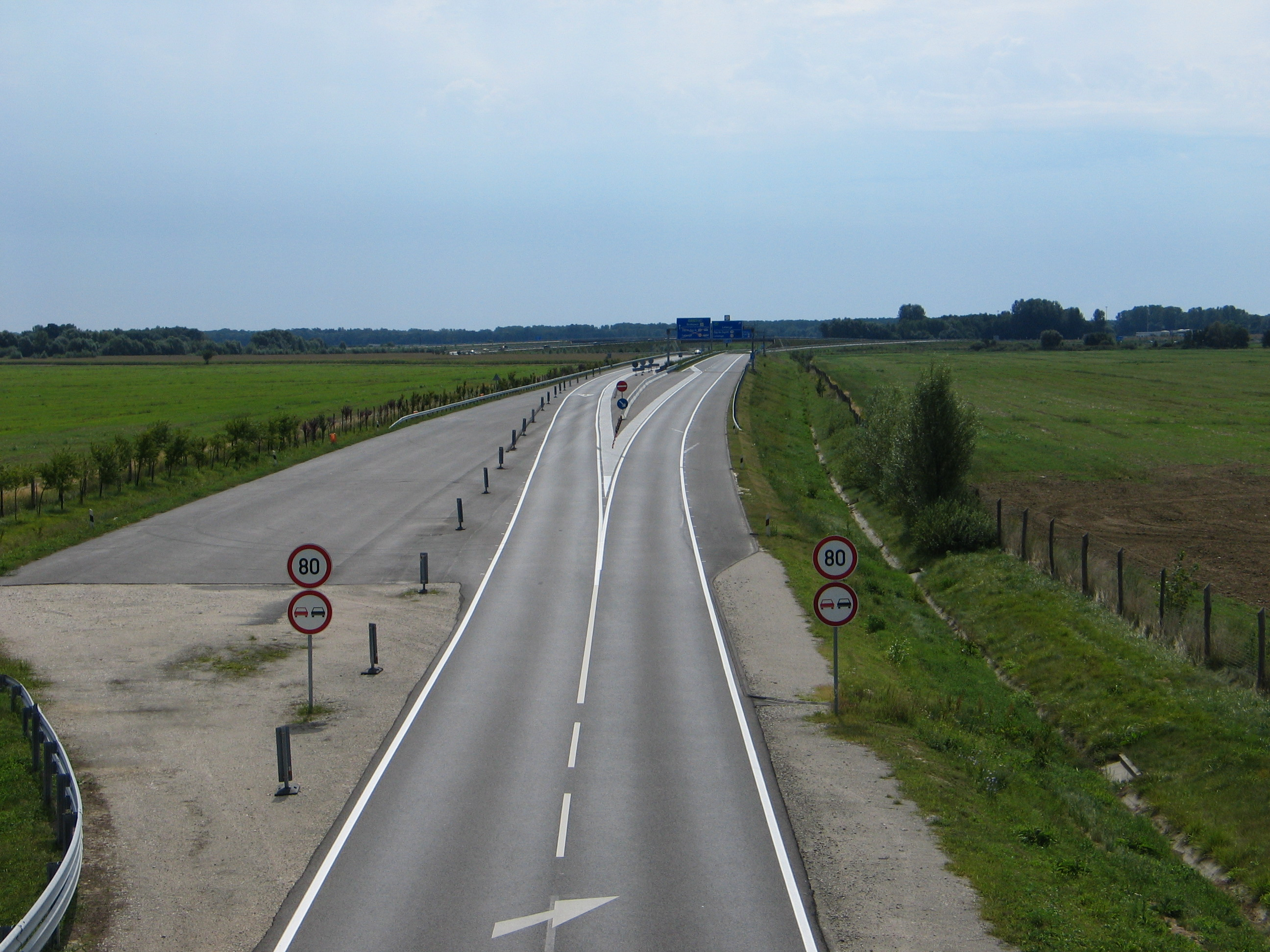
Az M70-es autóút 2008-ban Letenyénél

Az átadásakor még nem autópálya, csak irányonként egy forgalmi sávos autóút volt, amelyet csupán a csomópontok környezetében építettek ki irányonként két forgalmi sávos kapacitásúra. Az M7-es letenyei csomópontjától Tornyiszentmiklósig tartó szakasz 18,6 km hosszon, 2004 novemberére készült el. A Tornyiszentmiklós és a szlovén határ közötti két kilométeres szakaszát 2005 őszén adták át, a határátkelő is megépült. A Tornyiszentmiklós–országhatár közötti szakasz már akkor irányonként két sávos kialakítást nyert. A szlovéniai szakaszt 2008. augusztus 19-én adták át, ekkortól kezdve Budapest–Maribor között végig gyorsforgalmi úton lehetett haladni.
Az M70-es autóút építése Szlovénia függetlenné válásával valósult meg. A két ország közötti megállapodás szerint az országhatárt képező Mura folyó völgyében vezet a nyomvonal északnyugati irányba és Tornyiszentmiklóstól nyugatra éri el a magyar-szlovén államhatárt. Szlovéniából így horvátországi területek érintése nélkül érhető el a magyarországi gyorsforgalmi úthálózat. A schengeni határok miatt így autópályán megállás (határellenőrzés) nélkül érhető el Szlovénia, Olaszország, vagy más EU-s tagország.

## Balesetek
A keskeny autóút átadását követően számos baleset történt az úton. A szakértők szerint a balesetek száma viszonylag csekély, a bekövetkező személyi sérülések azonban többnyire igen súlyosak, a karambolok jellemzően az éjszakai, hajnali órákban, az irányonként egysávos szakaszokon történtek, és az okozók mintegy háromnegyede külföldi állampolgár. Ennek okát a 20 km-es útszakasz előtti kiterjedt autópálya-hálózatokon megszokott forgalmi viszonyoknak, így az M7-es és A5-ös autópályák teljes kiépítésében látják.
A számos személyi sérüléssel és halálesettel járó tragédiák oka általában a történő szabálytalan előzés vagy forgalmi sáv elhagyása, átlépése, vagy a fáradtságra és pihenőidő be nem tartására vezethető vissza. A legnagyobb balesetek közé tartozik a Csörnyeföld közelében, 2011. június 21-én 6 halálos áldozatot követelő tragédia. Ekkor egy román autóbusz összeütközött egy Szlovénia felől érkező kamionnal. 
Egy kilométerrel arrébb két román állampolgár halálát követelte 2011. július 28-án egy személyautó és kamion frontális ütközése.

## Autópályává fejlesztése
Az M70-es autóút átadásakor ideiglenes forgalomba helyezése történt meg az útszakasznak. Átadásakor még csak 1600 jármű vette igénybe az utat. 2011 év elejére a forgalom nagysága elérte a 7500 járművet, míg ugyanezen év nyarára már 10 ezer jármű használta. Így nem csak a balesetveszélyes, elválasztás nélküli autóút, hanem a forgalom nagysága is indokolttá tette az autópályává való fejlesztést. Az alapépítmények 70 %-ban már eleve az autópályának megfelelően készültek el.
A súlyos balesetek miatt az autópályává fejlesztésig is technikai eszközökkel javítottak a biztonságon. A két sávos részeket akusztikus és fényjelekkel választották el egymástól, teljes hosszúságban megtiltották az előzést, kivéve az irányonként két forgalmi sávos szakaszokon, leszerelték a megtévesztő baloldali táblákat, míg másutt egyértelműbbeket helyeztek ki, valamint a magyar mellett szlovén, angol és román nyelvű feliratokat szereltek fel. A teljes kiépítés kivitelezését a tervezést és építést is beleértve 66 hónapra tervezték.
2017. augusztusában bejelentették, hogy a EuroAszfalt Építő és Szolgáltató Kft. és a Colas Út Zrt. építheti meg a 10 km-es út négynyomúsítását és a csatlakozó beruházásokat 16,7 milliárd forintért. A beruházás része volt az árvízvédelmi gátszakasz kiépítése a Mura folyón, valamint a töltésépítés, a csörnyeföldi pihenőhely és a tornyiszentmiklósi pihenőhely útfelújítási munkái, öt felüljáró és négy csőhíd megépítése, illetve az útépítési munkák a tornyiszentmiklósi csomópontnál.
A teljes értékű, végig 2×2 forgalmi sávval és leállósávval rendelkező, autópályává átépített utat 2019. december 13-án adták át a forgalomnak.

## Fenntartása
Az autópálya üzemeltetése és fenntartása a Magyar Közút nZrt. feladata.
Eszteregnyei központ: az (M7) 219-es kilométer szelvényben

## Díjfizetés
2015. január 1. óta az M70-es autópálya használata teljes hosszában díjköteles. Ma országos vagy Zala vármegyei e-matricával vehető igénybe.

## Érdekessége
Itt található a Korongi híd, amely Magyarország első feszített-függesztett hídja. Hossza 115 méter.